# ميليسنت بريستون ستانلي
ميليسنت بريستون ستانلي (بالإنجليزية: Millicent Preston-Stanley)‏ (9 سبتمبر 1883 -23 يوليو 1955) هي استرالية نسوية، وأول سياسية أنثى تدخل جمعية نيوساوث ويلز التشريعية، وثاني امرأة تدخل الحكومة الأسترالية في عام 1925، كما كانت من أوائل النساء اللاتي يدعون للسلام في نيوساوث ويلز، وأصبحت رئيسة رابطة القضاة النسوية من عام 1923 حتى عام 1926. دعمت طوال حياتها قضايا حقوق المرأة، إعادة التأهيل الصحي، وحركات الاعتدال.
أصبحت بريستون ستانلي في عام 1925 أول امرأة في جمعية نيوساوث ويلز التشريعية، حيث مثلت الضواحي الشرقية كعضو في الحزب القومي الذي يعتبر أحد الأحزاب التاريخية السابقة للحزب الليبرالي الحالي، كما ثابرت وأخذت المنصب عام 1925، بعد محاولة فاشلة في انتخابات عام 1921 وبقيت في منصبها حتى عام 1927.

## النشأة
ولدت ميليسنت فاني ستانلي في سيدني عام 1883، لوالدها بائع الخضار أوغستين ستانلي وأمها فرانسيس. طلبت أمها الطلاق بعد أن هجر والدها الأسرة واسترجعت اسم عائلتها الأصلي «فاني» الذي تبنته ميليسنت أيضاً.
كانت ميليسنت مشاركة نشطة في المجموعات النسوية مثل الرابطة النسوية الليبرالية، كما شغلت منصب رئيس النادي النسوي من عام 1919 حتى عام 1934، ومن عام 1952 وحتى مماتها في عام 1955.
تزوجت بريستون ستانلي في عام 1924 من كروفورد هيو رئيس وزراء جنوب أستراليا السابق، وتوفيت في 23 يونيو عام 1955 في ضاحية سيدني، راندويك، نيوساوث ويلز بسبب مرض الأوعية الدموية الدماغية.

## الحياة السياسية
عملت بريستون ستانلي من عام 1925 وحتى 1927 كعضو في الضواحي الشرقية، ونظمت حملات من أجل وفيات الأمهات وقامت بإصلاحات في مجال رعاية الأطفال، وأجرت تعديلات على القوانين المتعلقة بالصحة وتحسين المسكن.
- ألقت ميليسنت بريستون ستانلي في 26 أغسطس عام 1925 خطابها الافتتاحي أمام جمعية نيوساوث ويلز التشريعية، مستغلة الفرصة للتحدث مع زملائها الذين لم يؤمنوا بدور المرأة في السياسة. تضمن الخطاب بعض الاقتباسات الهامة:
- «أعزائي، لقد كان الأعضاء طيبون بما فيه الكفاية للإيحاء بفكرة أن المرأة يجب أن تحظى بحماية من هرج ومرج السياسة. قد يُنسب هذا السلوك إلى طيبة قلوبهم واعتقد أيضاً أنه يمكن اعتباره دليلاً واضحاً على خفة عقولهم.»
- «.... قيل لنا أن البرلمان ليس مكاناً مناسباً للنساء، وأنا لستُ مستعدة للإقرار بهذه المسألة وإلا فلن أكون هنا؛ ولكن إذا كان الأمر كذلك فهذا الاتهام الأكثر الجدية الذي يمكن للرجال توجيهه لنا، لأن البرلمان المستحدث هو عبارة عن مؤسسة من صنعهم الخاص.»
- «لدى المرأة مساهمة هي وحدها من يستطيع أن يقدمها لحياة الأمة، إنه لأمر غريب ادعاء الرجال قدرتهم على تفسير الطموحات التشريعية للمرأة بشكل أفضل من النساء ذاتهنّ.»
- «لكنني أريد أن أوضح أنني لست ممثلة لجنس واحد هنا، وأعتقد أن قضايا المرأة هي قضايا عالمية، والقضايا العالمية هي قضايا المرأة، وقد تبين أن المرأة يمكن أن تأخذ مكانها بين ممثلي الشعب في برلمان البلاد وأن تمارس دورها في الحياة السياسية للأمة.»

جادل خطاب ميليسنت بريستون ستانلي الافتتاحي بالإضافة إلى ذلك قضية تقليص زمن العمل من 48 إلى 44 ساعة في الأسبوع، حيث أشار إلى حقيقة أن متوسط زمن عمل المرأة يصل إلى 112 ساعة في الأسبوع.
ترأست ميليسنت بريستون ستانلي النادي النسوي في نيوساوث ويلز من عام 1919 وحتى عام 1934، ومرة أخرى من عام 1936 وحتى عام 1938. يُعتبر النادي النسوي من بين المنظمات التي نجحت في ممارسة الضغط  من أجل تطبيق قانون الصفة التشريعية للمرأة 1918 الذي ينص على حق المرأة الانتخابي في المجلس الأدنى والحكومة المحلية، كما نجحت في أن تصبح قاضية للسلام، حيث كانت ميليسنت واحدة من أوائل النساء التي عينت كقاضٍ للسلام في نيوساوث ويلز.   تم تكليفها كقاضٍ للسلام في عام 1921 ورئيساً لجمعية القضاة النسوية من عام 1923 وحتى عام 1926.
كانت ميليسنت بريستون ستانلي أحد أبرز المؤيدين لحزب أستراليا المتحدة -وهو باكورة الحزب الليبرالي- الذي أوصلته إلى مكانة بارزة في ثلاثينيات القرن العشرين؛ وقف النادي مكتوف الأيدي في ظل قيادتها مع العديد من المنظمات الأخرى التي وجدت في تلك الفترة -مثل النقابة الإمبراطورية للنساء الأستراليات- والتي عنت نفسها بالأمور التي تدور حول الحفاظ على المنزل والعائلة والدين، حيث كان الغرض منها في المقام الأول إنجيلياً واجتماعياً ومساعداً في تنمية الموارد وجمع النساء لحضور وتبادل المعلومات والمهارات في الأعمال الحرفية مثل الحبك والخياطة وما إلى ذلك. 
كان المفهوم الراسخ الذي سعت الحركة النسوية في ثلاثينيات القرن الماضي إلى إزالته هو أن السياسة لم تشكل جزءاً من «اهتمامات المرأة»؛ وميز هذا الاهتمام غير السياسي المنظمات النسوية الموجودة في تلك الفترة عن النادي النسوي في ويلز الجنوبية الجديدة، حيث كان هدف النادي النسوي «ضمان المساواة في الحرية والمكانة والفرص في جميع المجالات بين الرجال والنساء».
قامت ميليسنت بريستون ستانلي بحملات في البرلمان حول قضايا وفيات النساء أثناء الولادة ورعاية الأطفال والرعاية في مصحات المرضى العقليين وحقوق حضانة الأطفال في حال الطلاق. كما مارست الضغط من أجل الحصول على حقوق الأمهات في حضانة أطفالهن وتنظيم الأسرة والتربية الجنسية والتركيز على صحة الأم والطفل وعلى منصب طب التوليد في كلية الطب، داعيةً بسخرية «حقوق الأحصنة للنساء» بعد أن أقامت جامعة سيدني دورة في طب التوليد البيطري.
تناولت ميليسنت قضية الممثلة إيميلي بوليني التي فشلت في استعادة حضانة ابنتها باتريشيا عندما عادة إلى إنجلترا مسقط رأسها. أكملت حملتها على الرغم من فشل مشروع قانون حقوق الحضانة المتساوية، كما كتبت بناء على هذه القضية مسرحية «لمن الطفل؟».
غادرت البرلمان في عام 1927 بعد إعادة التوزيع الانتخابي لمنصب بوندي المُنشأ حديثاً، والذي أقر هزيمتها في صناديق الاقتراع.